# تشارلز بيري ستايسي
تشارلز بيري ستايسي هو مؤرخ كندي، ولد في 30 يوليو 1906، وتوفي في 17 نوفمبر 1989.